# Ferrovia Genova Bolzaneto-Genova Sampierdarena
La ferrovia Genova Bolzaneto-Genova Sampierdarena era una linea ferroviaria italiana ad uso esclusivo del trasporto merci, che si sviluppava sulla sponda destra del torrente Polcevera a Genova, da qui il nome di binario industriale in sponda destra del Polcevera. La linea era a semplice binario non elettrificato comprendente le tre stazioni intermedie di Genova Trasta, Genova Fegino e Genova Campi.

## Storia

### Primo esercizio
La linea venne formalmente attivata il 1º marzo 1914 sotto la gestione dell'azienda autonoma delle Ferrovie dello Stato. Nel 1916 viene realizzata la travata metallica di 78 m per l'allacciamento dello scalo del Campasso alla linea succursale dei Giovi, scavalcando la linea e la stazione di Genova Rivarolo.
Nel 1918 le stazioni di Borzoli Trasta e Fegino cambiano nome in semplicemente Trasta e Fegino. Nel 1926 le stazioni presenti sulla linea (insieme a diverse altre nel nodo di Genova) cambiano denominazione aggiungendo il prefisso "Genova" a Trasta, Fegino, Cornigliano Campi.
Per un limitato periodo dal 25 luglio 1932 la gestione dell'esercizio venne temporaneamente affidata alla Società Anonima Ansaldo.
Nel 1940 la stazione di Campi, allora denominata "Genova Cornigliano Campi", assunse la denominazione di "Genova Campi".
Sempre in quell'anno venne inaugurata la Squadra Rialzo a Trasta – con denominazione Officina Rialzo di Genova Borzoli Trasta – per la manutenzione dei veicoli, in costruzione dalla fine degli anni '30, in affiancamento alla preesistente di Campi e in sostituzione di quella di Genova Piazza Principe; risultava inoltre in corso, al 30 giugno 1941, la costruzione di un nuovo ponte in muratura a 9 luci di 108 m tra Bolzaneto e Trasta.
Al 30 giugno 1944 risultava pronta per l'installazione una travata metallica in prosecuzione del costruendo ponte in muratura sul Polcevera. Risultavano inoltre in corso dei lavori di ampliamento del capannone per riparazione carri e di costruzione di uno nuovo per la riparazione di carrozze viaggiatori alle officine di Trasta. Annessi a questi le stazioni di Trasta e Bolzaneto erano anch'esse interessate da lavori di sistemazione.
D'altro canto, il giorno precedente, lo scalo di Sampierdarena riportò gravi danni al parco Polcevera, a ridosso del "P.M. Forni".

### Dopoguerra e declino
Nel 1958 venne attivata la gestione in Dirigenza Unica tra Bolzaneto e Campi; contestualmente la linea venne limitata a Campi eliminando l'innesto nel parco Forni di Sampierdarena Smistamento e il ponte sul Polcevera stesso.
Tra il 1959 e il 1960 risultava in corso la costruzione della galleria Facchini correlata alla realizzazione del collegamento diretto tra Genova Piazza Principe e Bivio Rivarolo via Genova Campasso. Erano stati anche apportati dei lavori di sistemazione minori alla Squadra Rialzo di Trasta.
All'inizio degli anni 2000 sussisteva un sostenuto traffico di vetture e carri inerente alla Squadra Rialzo di Trasta, con il piazzale della stazione spesso ingombro.
La linea venne definitivamente soppressa il 18 giugno 2007 in seguito al calo dell'attività produttiva nella zona del Polcevera e, per ultimo, la chiusura delle attività presso le OMV di Trasta. Al 2020 l'area di 92200 m² dell'ex Squadra Rialzo di Trasta risulta di proprietà di Rete Ferroviaria Italiana ma in stato di abbandono e in vendita dal 2015.

## Caratteristiche
| Continuation backward |

| Station on track |

| Unknown route-map component "exKDSTa" | Straight track |  |

| Unknown route-map component "exSTR" | Unknown route-map component "xABZgl" | Unknown route-map component "CONTfq" |

| Unknown route-map component "exSTR" | Unknown route-map component "exhKRZWae" |  |

| Unknown route-map component "exKRWl" | Unknown route-map component "exKRWg+r" |  |

| Unknown route-map component "exDST" |

| Unknown route-map component "CONTgq" | Unknown route-map component "xKRZu" | Unknown route-map component "CONTfq" |

| Unknown route-map component "exCONTgq" | Unknown route-map component "exTUNNEL1" + Unknown route-map component "exSTRq" | Unknown route-map component "exCONTfq" |

| Unknown route-map component "exDST" |

| Unknown route-map component "CONTgq" | Unknown route-map component "xKRZu" | Unknown route-map component "CONTfq" |

| Unknown route-map component "exDST" |

| Unknown route-map component "exSKRZ-Au" |

| Unknown route-map component "WCONTfaq" | Unknown route-map component "exhKRZWae" | Unknown route-map component "WCONTgeq" |

|  | Unknown route-map component "xABZg+l" | Unknown route-map component "CONTfq" |

| Non-passenger station/depot on track |

| Continuation forward |

La linea era a semplice binario non elettrificato (anche se predisposto), gestita in Dirigenza Unica dal 1958 e in regime di raccordo nell'ultimo periodo di attività. All'attivazione riportava le seguenti caratteristiche tecniche:
- lunghezza 4568,08 m tra i due punti di innesto;
- pendenza massima 16‰;
- massa assiale 15 t;
- raggio di curvatura minimo 150 m;
- veicoli ammessi a circolare con passo non superiore a 5 m se a due sale e con passo non superiore a 4 m se a tre sale;
- sagoma limite tipo FS;
- l'unica stazione ammessa al servizio internazionale era quella di Genova Campi mentre le altre erano limitate al solo servizio interno FS.

Nel 1990 l'armamento venne rinnovato dal gestore dell'infrastruttura, installando rotaie UNI 60 e traverse in cemento armato.

### Percorso
La linea ha origine 194 m dopo l'asse del fabbricato viaggiatori di Bolzaneto in direzione Genova per poi attraversare con un ponte in muratura il torrente Polcevera. La prima stazione che si incontra è quella di Genova Trasta, con annesse officine, per poi continuare sulla sponda destra del torrente, venire scavalcata dal ponte della linea veloce dei Giovi e dalla linea – scollegata – per lo scalo di Genova Campasso attraversando l'unica galleria della linea, denominata "Facchini", e immettersi nel piazzale di Genova Fegino.
Lasciato il piazzale di Fegino la linea è ancora una volta scavalcata dalle linee per Tortona e per Asti, costeggia la sponda del Polcevera fino allo scalo di Genova Campi per poi arrestarsi nei pressi di un casello riconvertito in abitazione privata. Fino alla fine degli anni '50 la linea proseguiva attraversando il Polcevera con un ponte non più esistente e reimmettendosi nel fascio Forni dello scalo di Sampierdarena.

## Traffico
La linea era stata concepita sin dall'inizio come linea esclusivamente adibita a traffico merci e, seppur tutte le stazioni erano munite di fabbricato viaggiatori, nessuno di essi ospitava all'interno servizi tipici come la sala d'attesa e la biglietteria a sportello, standard dell'epoca per il servizio viaggiatori.
Vi circolava nei primi anni di esercizio una coppia di treni ordinari al giorno mentre prima della dismissione era interessata da tradotte di materiale riparando inerente alla Squadra Rialzo di Trasta. Le tradotte venivano effettuate con locomotive diesel FS dei gruppi 216, 245 e D.145; il materiale, viaggiatori di vario tipo, veniva stazionato a Trasta prima di venir inviato a revisione.

### Fonti FS
- Società cooperativa fra ingegneri italiani per pubblicazioni tecnico-economico-scientifiche, L'ingegneria ferroviaria. Bollettino dei Trasporti e delle Comunicazioni, su trenidicarta.it, 1914,  p. 91. URL consultato il 6 luglio 2021.
- Azienda autonoma delle Ferrovie dello Stato. Direzione compartimentale Genova. Sezione lavori, Impianto di un binario a sponda destra del Polcevera: Profilo longitudinale, su books.google.it, 1930. URL consultato l'8 luglio 2021.
- Azienda autonoma delle Ferrovie dello Stato. Direzione compartimentale Genova. Sezione lavori, Binario industriale a sponda destra del Polcevera, su google.it, 1932. URL consultato il 7 luglio 2021.
- Bollettino ufficiale delle Ferrovie dello Stato, su www.trenidicarta.it, Roma, 1940. URL consultato il 7 luglio 2021.
- Azienda autonoma delle Ferrovie dello Stato, Relazione per l'anno finanziario 1943-44, su www.trenidicarta.it, Roma, 1953. URL consultato il 7 luglio 2021.
- Azienda autonoma delle Ferrovie dello Stato, Relazione per l'anno finanziario 1944-45, su www.trenidicarta.it, Roma, 1948. URL consultato il 7 luglio 2021.
- Azienda autonoma delle Ferrovie dello Stato, Fabbricato Ufficio Movimento Genova Campi, su www.archiviofondazionefs.it, 1959. URL consultato il 6 luglio 2021.
- Azienda autonoma delle Ferrovie dello Stato, F.V. Genova Fegino, su www.archiviofondazionefs.it, 1959. URL consultato il 6 luglio 2021.
- Azienda autonoma delle Ferrovie dello Stato, Stazione di Genova-Trasta, su www.archiviofondazionefs.it, 1960  [1959]. URL consultato il 6 luglio 2021.
- Azienda autonoma delle Ferrovie dello Stato, Relazione per l'anno finanziario 1957-58, su www.trenidicarta.it, Roma, 1959. URL consultato il 7 luglio 2021.
- Azienda autonoma delle Ferrovie dello Stato, Relazione per l'anno finanziario 1959-60, su www.trenidicarta.it, Roma, 1961. URL consultato il 7 luglio 2021.

### Fonti web
- Stefano Paolini, Raccordi genovesi, su photorail.it, agosto 2002. URL consultato il 7 luglio 2021 (archiviato dall'url originale il 9 luglio 2021).
- Alfredo Grasso, La linea secondaria di Genova Trasta, su ferrovieinrete.com. URL consultato il 5 luglio 2021.